# Omanyte
Omanyte (japanski: オムナイト Omunaito) jedan je od 1025 fiktivnih vrsta Pokémona iz medijske franšize Pokémon, skupa Pokémon videoigara, animiranih serija, manga stripova, knjiga, igraćih karata i drugih medija kojima je tvorac Satoshi Tajiri. Svrha je Omanytea u videoigrama, animiranoj seriji i manga stripovima, kao i svrha ostalih Pokémona, borba s divljim Pokémonima – neukroćenim stvorenjima koje igrači i likovi pronalaze dok kreću na razne avanture – i pripitomljenim Pokémonima drugih Pokémon trenera.

## Etimologijaimena
Omanyteovo je ime kombinacija engleske riječi "ammonite" = amonit, izumrli školjkaš na čijem se liku temelji Omanyte, te japanske riječi "omu" = indijska lađica. Također je moguće da se "O" u njegovom imenu našlo zbog asocijacije na njegov okrugli oklop, dok je "manyte" preuzeto od riječi "ammonite". 
U beta verziji Pokémona, Omanyteovo je ime bilo poznato kao Ess, dok je njegov razvijeni oblik nosio ime Kargo. Kada se oba imena spoje, stvaraju riječ "Ess-Kargo", homonim francuske riječi "escargot" = puž (ova se igra riječi kasnije ponovo upotrijebila nakon izlaska igara Pokémon Gold i Silver, s uvođenjem Pokémona Magcarga).

## Pokédex podaci
- Pokémon Red/Blue: Iako se dugo smatra izumrlom vrstom, moguće ga je genetskim inženjeringom vratiti natrag u život iz fosila.
- Pokémon Yellow: Drevni Pokémon oživljen putem njegovih fosilnih ostataka. Vješto pliva uvrčući svojih 10 pipaka.
- Pokémon Gold: Oživljen iz drevnog fosila, ovaj se Pokémon koristi zrakom pohranjenim u oklopu kako bi plutao ili tonuo u vodi.
- Pokémon Silver: Smatra se da je ovaj Pokémon tijekom drevnih vremena plivao morem vješto uvrčući svojih 10 pipaka.
- Pokémon Crystal: Tijekom prapovijesnih vremena, plivao je u blizini morskog dna, hraneći se planktonom. U rijetkim slučajevima, moguće je pronaći njegove fosilne ostatke.
- Pokémon Ruby/Sapphire: Omanyte je jedan od drevnih i izumrlih Pokémona koji su oživljeni iz vlastitih fosila. Pri neprijateljskim napadima, ovaj se Pokémon povlači unutar svog čvrstog oklopa.
- Pokémon Emerald: Omanyte je jedan od drevnih i izumrlih Pokémona koji su oživljeni iz vlastitih fosila. Pri neprijateljskim napadima, ovaj se Pokémon povlači unutar svog čvrstog oklopa.
- Pokémon FireRed: Prapovijesni Pokémon koji je živio u primordijalnim morima, plivajući uvrtanjem svojih 10 pipaka.
- Pokémon LeafGreen: Iako se dugo smatra izumrlom vrstom, moguće ga je genetskim inženjeringom vratiti natrag u život iz fosila.
- Pokémon Diamond/Pearl: Pokémon oživljen iz fosilnih ostataka putem genetskog inženjeringa. Plivao je u drevnim morima.

## U videoigrama
Omanyte nije moguće uhvatiti ni na koji način; jedini način kojim igrač može imati Omanyte jest biranjem Helix fosila (u igrama Pokémon Red i Blue, Pokémon Yellow, ili Pokémon FireRed i LeafGreen), i 'povratiti ga natrag u život'.
Omanyte može imati jednu od dviju mogućih Pokémon sposobnosti – Hitro plivanje (Swift Swim), koje povisuje njegovu brzinu tijekom kiše, i Školjkasti oklop (Shell Armor), koji onemogućuju protivnikovo postizanje kritičnih udaraca na Omanyteu.
Njegova je Defense statistika među 20% najboljih, dok se i njegov Special Attack tamo nalazio prije uvođenja Pokémona druge generacije. Njegov Speed status nalazi se među 20% najnižih.
Omanyteovo je glasanje unutar Pokémon igara slično Machopovom.

## Tehnike
| Prirodne tehnike               | Prirodne tehnike | Prirodne tehnike |
| ------------------------------ | ---------------- | ---------------- |
| Tehnika                        | Vrsta tehnike    | Razina           |
| Stezanje (Constrict)           | Normalni         |                  |
| Povlačenje (Withdraw)          | Vodeni           |                  |
| Ugriz (Bite)                   | Mračni           | 7                |
| Vodeni pištolj (Water Gun)     | Vodeni           | 10               |
| Kotrljanje (Rollout)           | Kameni           | 16               |
| Opaki pogled (Leer)            | Normalni         | 19               |
| Hitac blatom (Mud Shot)        | Zemljani         | 25               |
| Slana voda (Brine)             | Vodeni           | 28               |
| Zaštita (Protect)              | Normalni         | 34               |
| Drevna moć (AncientPower)      | Kameni           | 37               |
| Škakljanje (Tickle)            | Normalni         | 43               |
| Kamena eksplozija (Rock Blast) | Kameni           | 46               |
| Vodena crpka (Hydro Pump)      | Vodeni           | 52               |

## Statistike
| HP:      | 35  |  |
| Attack:  | 40  |  |
| Defense: | 100 |  |
| Special: | 90  |  |
| SpAtk:   | 90  |  |
| SpDef:   | 55  |  |
| Speed:   | 35  |  |

Statistika Special korištena je samo tijekom prve generacije; kasnije je podijeljenja na Special Attack i Special Defense statistike.

## U animiranoj seriji
Omanyte je imao značajniju ulogu u epizodi 165, "Fossil Fools", u kojoj je mala kolonija Omanytea i Omastara prijetila uništavanjem podzemnog rezervoara.
Isto tako, pojavili su se i u epizodi 26 ("Pokémon Scent-Sation"); doduše, ova je uloga poznatija samo zbog toga što je odigrana točno dvadeset epizoda prije no što su ti Pokémoni 'povraćeni u život' u epizodi 46, "Attack Of The Prehistoric Pokémon".